# Kihaadhufaru
Kihaadhufaru (pron. kiɦaadufaru, senz'accenti tonici) è un'isola delle Maldive, che si trova nella zona sud-orientale dell'Atollo di Baa, a qualche miglio dalla barriera esterna dell'atollo; l'isola, sede del resort turistico di Kihaad, è situata in uno degli atolli di recente sviluppo turistico.
La barriera corallina di Kihaadhufaru ha subíto lo sbiancamento dei coralli avvenuto nel 1998 ed è ancora in fase di recupero, anche se non mancano aree di sicuro interesse per gli appassionati dello snorkeling.